# Prat de Sant Jordi
El Prat de Sant Jordi, anomenat també Pla de Sant Jordi i, antigament, Pla o Prat de Catí, és una zona de Mallorca que comprèn una plana d'uns 60 km² de superfície, i que s'estén entre la ciutat de Palma, el litoral i la plataforma vindoboniana del Pla de Mallorca. Una línia de turons que va de sa Torre d'en Pau i el Coll d'en Rabassa a Son Ferriol el divideix en dues àrees: l'antiga Horta de Baix i el pròpiament dit Prat de Sant Jordi.
El procés d'emersió de la costa i l'existència d'un cordó dunar varen fer possible, possiblement en temps històrics, el tancament de l'antic golf que arribava a tocar de l'actual poble de Sant Jordi, substituint-lo per una zona humida. Va ser una zona pantanosa dins el terme de Palma fins a mitjan segle xix, que estava envoltat d'aigües que causaven malalties i d'altres inconvenients. Diverses vegades es va intentar la dessecació sense èxit.
L'any 1144 quan l'esquadra pisano-catalana saquejà Mallorca, segons la glosa llatina del poeta Lorenzo de Verona, les naus desembarcaren en el lloc de Catins, possiblement l'antic prat obert a la mar. Hi hagué intents de dessecació ja el 1321 amb el rei Sanç. El 1770 se'n tornà a projectar el drenatge. El 1815-16 se n'iniciaren les primeres obres. El 1818 els propietaris de terres presentaren un nou projecte. El 1819 s'excavà un petit canal de desguàs a l'estany Blanc i es reformà el canal principal fins a Son Oms. Les obres es varen reprendre el 1823. El 1824 es dessecaren els botjars de Son Banya, Son Llebre i Son Mosson, i es posaren en cultiu 71 ha.
El projecte definitiu de dessecació del Prat va ser realitzat i executat entre l'any 1845 i 1849, per l'enginyer neerlandès Paul Bouvy de Schorrenberg. amb la col·laboració del geòleg francès Paulin Vernière. El 1846 es constituí la Companyia de Dessecació del Prat de Sant Jordi. Amb la finalitat de resoldre el problema de la humitat de la zona, Bouvy hi instal·là un molí de vent de drenatge. De la primitiva zona humida, actualment només en resten ses Fontanelles